# Armeria brutia
Armeria brutia Brullo, Gangale & Uzunov, 2004 è una pianta appartenente alla famiglia delle Plumbaginaceae.

## Distribuzione e habitat
È una specie endemica della Sila.